# Cantone di Oloron-Sainte-Marie-Ovest
Il Cantone di Oloron-Sainte-Marie-Ovest era una divisione amministrativa dell'arrondissement di Oloron-Sainte-Marie.
È stato soppresso a seguito della riforma complessiva dei cantoni del 2014, che è entrata in vigore con le elezioni dipartimentali del 2015.
Comprendeva parte della città di Oloron-Sainte-Marie e i comuni di
- Agnos
- Aren
- Asasp-Arros
- Esquiule
- Géronce
- Geüs-d'Oloron
- Gurmençon
- Moumour
- Orin
- Saint-Goin